# Lucania

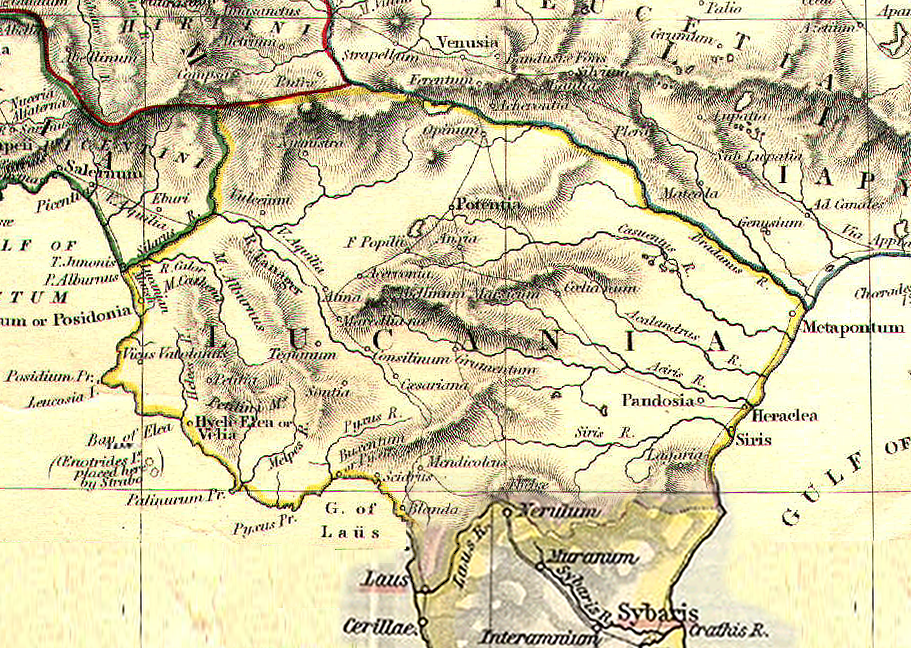
La regione storica secondo The Historical Atlas

La Lucania è una regione storica dell'Italia antica e corrisponde al territorio delle genti italiche di lingua osca denominate Lucani, che vi si stanziarono a partire dal V secolo a.C.

## Toponimo
Esistono varie ipotesi sull'origine del toponimo Lucania:
- da un ipotetico eroe eponimo Lucus che avrebbe dato nome inizialmente ai Lucani (popolazione osco-sabellica proveniente dall'Italia Centrale) e solo indirettamente alla regione;
- dal termine greco λευκός leukòs ("bianco, brillante, chiaro"), affine al latino lux ("luce") e riconducibile alla radice protoindoeuropea *leuk-. Una leggenda vuole che il nome fosse dato da un popolo diretto verso Sud, una volta giunto in una terra dalla quale si vedeva sorgere il Sole, e che il nome Lucania indicasse quindi "terra della luce". In greco la regione si chiama Λευκανία, Leukanìa.
- dal termine latino lucus ("bosco sacro");
- dai Lyki, popolazioni provenienti dall'Anatolia che si sarebbero stabiliti nella valle del fiume Basento;
- dal termine greco λύκος lýkos ("lupo"); se così fosse l'etimologia sarebbe del tutto analoga a quella della tribù degli Irpini (stanziata immediatamente a nord dei Lucani), il cui etnonimo deriva dall'osco «hirpos» che significava ugualmente "lupo"[1].

## Territorio
La regione comprendeva quasi tutta l'odierna Basilicata, con l'esclusione della zona settentrionale del Vulture-Melfese e della zona più nord-orientale oltre il fiume Bradano, dove si trova Matera, ma con l'aggiunta a ovest del Cilento, del Vallo di Diano, del massiccio montuoso Eremita-Marzano, degli Alburni e della parte meridionale della piana del fiume Sele (l'area a sud rispetto al suddetto corso d'acqua), oggi in provincia di Salerno, e a sud-ovest del fiume Lao, oggi in Calabria, abbracciando così la parte nordorientale dell'odierna Calabria settentrionale, da Castrovillari a Sibari.
Essa si estendeva dal mar Tirreno fino al golfo di Taranto. I limiti precisi erano: l'intero corso del fiume Sele e in particolare la valle del Sele a nord-ovest, che la separava dal Sannio irpino; la valle del Bradano a est-sud-est, che la separava dall'Apulia; i due fiumi Lao e Crati, che a sud-sud-ovest la separavano dal Bruzio. Quasi tutto il territorio era occupato dall'Appennino; comprendeva il golfo di Policastro fino alle vette del Monte Sirino e del Pollino, oltrepassati i quali si arrivava alla foce del Lao. Verso est le montagne digradavano in altipiani fino a giungere alla piana di Metaponto e al golfo di Taranto.
Spiega il geografo greco Strabone:
(Strabone, Geografia, VI, 4)
Questa divisione venne mantenuta nel corso dell'età augustea, quando questo territorio, insieme con l'attuale nord della Calabria, venne inserito nella Regio III Lucania et Bruttii, brevemente descritta da Plinio il Vecchio:
(Plinio il Vecchio, Naturalis Historia, III, 72; 97-98)
Questa antica regione era conosciuta dagli antichi popoli per i suoi fittissimi ed estesi boschi, i quali furono sfruttati sia dai Romani sia dagli altri popoli che conquistarono queste terre.
Città principali della Lucania classica erano, a est, Metapontum (Metaponto), Eraclea e precedentemente Siri, mentre, sul litorale a ovest, sorgeva Posidonia, dai romani ribattezzata Paestum; delle città dell'entroterra le più importanti erano Potentia (Potenza), Bantia (Banzi), Acheruntia (Acerenza), Grumentum, Muranum (Morano Calabro), Atina (Atena Lucana), Strapellum (forse Rapolla), Forum Popili (Polla), Tegianum (Teggiano), Santia (Sanza), Buxentum (Policastro Bussentino), Pandosia, Cosilinum (Padula), Eburi e Volcei.
Vi è, inoltre, in località "Civita", nel territorio di Tricarico, una grande città della quale non ci è pervenuto il nome, che si sarebbe sviluppata tra il IV e il I a.C., su un pianoro esteso circa 42 ettari, circondato da mura di fortificazione e la cui importanza è data proprio dalla estensione, ben superiore a tutti i siti finora noti.

## Storia

### Il periodo classico ed ellenistico
A partire dalla colonizzazione greca, mentre i litorali, da entrambi i lati, erano occupati dalle loro colonie, che senza dubbio successivamente hanno esteso la loro influenza anche all'interno, l'entroterra era occupato dagli Enotri. Più in particolare, i Lucani, popolo italico di lingua osca, si insediarono nell'area nel V secolo a.C. Sappiamo da Strabone che gli antichi Lucani ebbero una costituzione democratica, salvo in tempo di guerra, quando un dittatore veniva scelto tra i magistrati normali. Alcune iscrizioni in lingua osca sopravvissero principalmente nei caratteri greci su alcune monete, a partire dal IV o III secolo a.C.
Proprio all'inizio del IV secolo a.C., queste tribù, coalizzate in federazione, si espansero verso sud-ovest, nell'attuale Calabria, dove vennero in conflitto con gli italioti della Magna Grecia, in particolare con Siracusa, che riuscì a dividere i Lucani e a sbarrare loro il passoː l'espansionismo lucano si volse, allora, verso est, dove si scontrò con Taranto.

### La dominazione romana

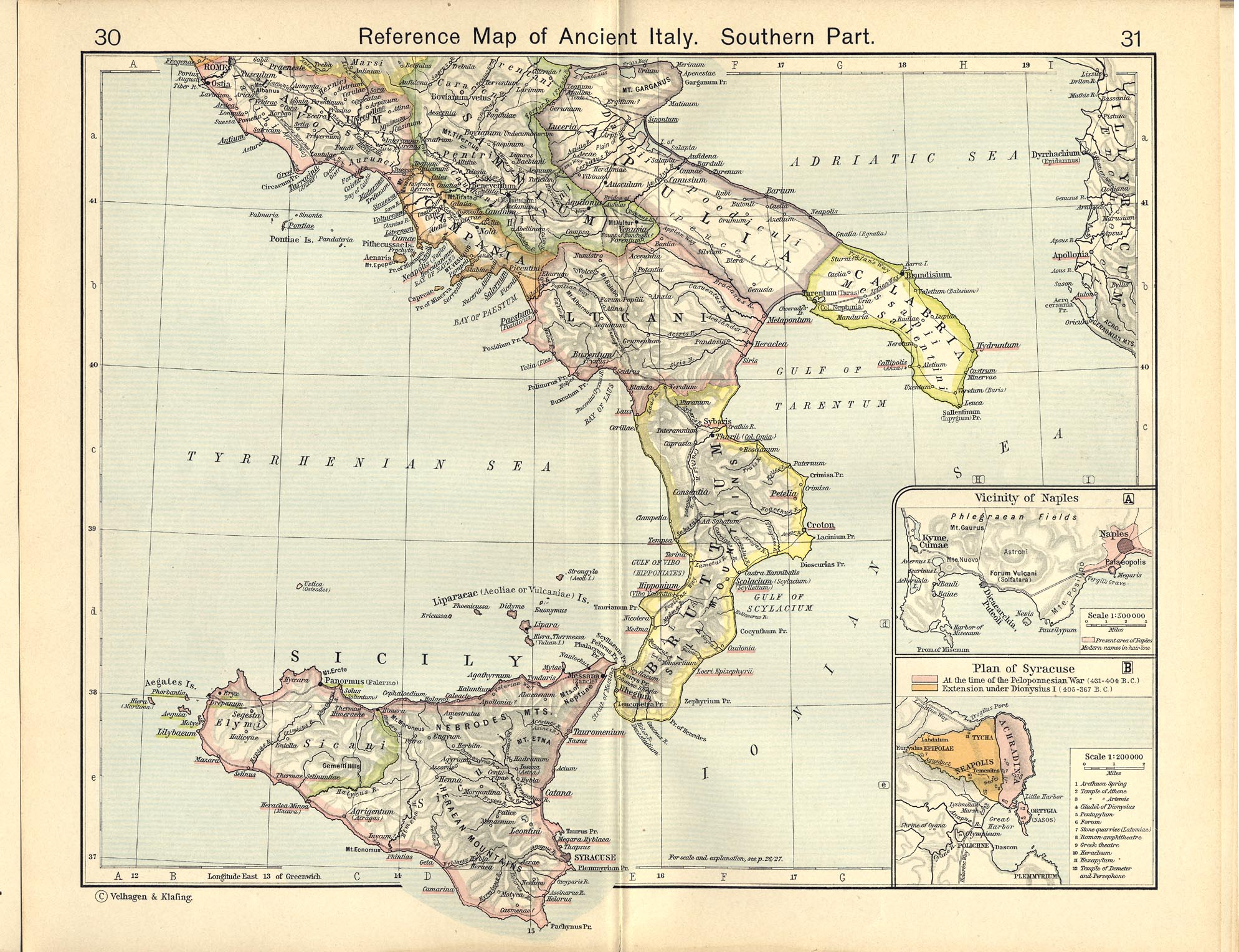
Le regioni augustee nell'Italia meridionale

In effetti, una vera e propria connotazione regionale della Lucania fu data solo a partire dal III secolo a.C. dai Romani, la cui ingerenza interruppe il lungo periodo di stabilità vissuto dalla Lucania, tanto che la regione fu attraversata dalle Guerre sannitiche e dalle Guerre pirriche contro la potenza in ascesa di Roma, che riuscì infine a sottometterla nel 275 a.C. I Lucani, insieme con i Sanniti loro affini, si ribellarono nuovamente al dominio romano con la Guerra sociale (90–88 a.C.), che portò i popoli della Lucania al declino completo.
In questo periodo, infatti, Strabone parla dello svuotamento delle città greche del litorale e dell'affermazione della malaria nelle pianure e nelle valli, mentre le poche città dell'entroterra non avevano nessuna importanza.
Durante l'impero di Augusto la Lucania fu unita al distretto dei Bruzi per costituire la Regio III Lucania et Bruttii e, in seguito, fu attraversata dalle grandi direttrici delle vie consolari, ossia via Popilia, via Herculia e via Appia.

### Il Medioevo
Dopo la caduta dell'Impero romano d'Occidente la Lucania entrò a far parte dei domini longobardi e dell'impero romano d'oriente.
Nell'alto medioevo, dal 968, con il dominio bizantino venne creato il thema di Lucania con capitale Tursikon nell'area orientale della regione; quest'ultimo venne inquadrato all'interno del catepanato d'Italia assieme al thema di Langobardia e al thema di Calabria. L'area occidentale, ovverosia quella del Cilento, rientrò invece nel Principato longobardo di Salerno, divisa fra i due gastaldati di Lucania e Cilento con le contee di Capaccio, Magliano, Laurino e Camella.
Successivamente, con l'arrivo dei Normanni, il thema bizantino e i gastaldati longobardi vennero annessi e fu proclamato, nel 1059, il Ducato di Puglia e Calabria, con capitale dapprima Melfi, poi Salerno e infine, dopo la proclamazione del Regno di Sicilia, Palermo. Sotto il dominio normanno e con lo spostamento della capitale del ducato l'antica Lucania scomparve e il giustizierato prese il nome attuale, Basilicata, perdendo i territori della Campania meridionale ma acquisendo altri come la zona del Vulture e la restante parte dell'attuale provincia di Matera.
Il Cilento, gli Alburni, il gruppo montuoso Eremita-Marzano, l'area meridionale della piana del Sele e il vallo di Diano, in virtù della loro precedente appartenenza al Principato di Salerno, furono inquadrati nel territorio del Principato Citra (e quindi nell'orbita salernitana) separandosi definitivamente dalla Basilicata.